# Kloster Grosbois
Das Kloster Grosbois (bzw. Kloster Grosbot) ist eine ehemalige Zisterzienserabtei in der Gemeinde Charras im Département Charente der Region Nouvelle-Aquitaine in Frankreich, in der Fôret d’Horte rund 23 km südöstlich von Angoulême. Die Anlage ist als Monument historique geschützt.

## Etymologie
Der ursprüngliche Name Fontvive (oder Fontaine-vive),  Lateinisch fontis vivi, (zu deutsch lebendige Quelle) bezieht sich auf die offensichtlich recht kräftig schüttende Quelle. Die spätere Bezeichnung Grosbois (oder Grosbot) geht auf das Lateinische grossum boscum (großer Wald) zurück und spielt auf seine Lage im ausgedehnten Waldgebiet der Forêt d'Horte an.

## Geographie, Geologie und Zugang
Das Kloster Grosbois  – Abbaye de Notre Dame de Grosbot bzw. Beate Maria de Grosso Bosco – befindet sich etwa 400 Meter südlich vom Weiler Grosbot, der zur Gemeinde Charras gehört, auf zirka 145 Meter über dem Meeresspiegel. Es liegt in einem kleinen Tal, das anfangs nach Osten öffnet, dann aber in die Nordostrichtung einbiegt. Durch dieses Tal fließt ein kleiner Bach, der nur unwesentlich weiter westlich der Klosteranlage entspringt. Seine Quelle wurde eingefasst und sein anfänglicher Lauf zur Wasserversorgung des Klosters und seiner Gärten kanalisiert. Etwas unterhalb des Klosters wurden zwei Fischteiche angelegt. Aufgrund einer Flussschwinde geht das Tal gen Nordost nach rund 3 Kilometern in ein Trockental über. 
Die Anlage wurde auf pleistozänem, aus Flussschottern hervorgegangenem Kolluvium erbaut – Hüllsedimenten der unterlagernden Oberkreide.
Das Kloster kann über einen von der D 25 (Charras - Sers) nach rechts abzweigenden Schotterweg erreicht werden. Der Abzweig liegt nordöstlich von Charras und ist rund 1500 Meter vom Ortskern entfernt. 

## Geschichte
Das um das Jahr 975 unter dem Namen Fontvive gegründete Kloster gehörte zunächst dem Benediktinerorden an, unterstellte sich dann dem Kloster Obazine, trat mit diesem nach 1142 (nach anderer Angabe 1166) dem Zisterzienserorden bei und gehörte in diesem der Filiation von Kloster Cîteaux an. Der Namenswechsel zu Grosbois erfolgte 1180. Ursprünglicher Gründer von Grosbois war die adlige Familie La Rochefoucauld, Ländereien wurden von den Grafen von Lusignan und den Herren von Mareuil gestiftet. Im 12. und im 13. Jahrhundert war das Kloster sehr wohlhabend und besaß viele Grangien in seiner Umgebung. Sein Einfluss reichte immerhin bis kurz vor La Rochelle. In seinem Besitz waren ferner Mühlen, Schmieden und Stadthäuser in Angoulême, La Rochefoucauld und Périgueux. Jedoch bereits zu Beginn des 14. Jahrhunderts war ein erster Niedergang erfolgt, ausgelöst durch Pestepidemien und den Hundertjährigen Krieg. Die Folgeerscheinung war, dass die anfangs von Laienbrüdern bestellten Felder sich jetzt selber überlassen wurden. Um dem entgegenzuwirken, sah sich der Abt genötigt, die Felder dauerhaft zu verpachten. Im Verlauf der Hugenottenkriege des 16. Jahrhunderts wurde die Kirche beschädigt und verlor ihr Spitztonnengewölbe. Die Mönche wurden überdies 1568 von den Hugenotten verjagt und kehrten erst 1580 wieder zurück. Zwischen 1641 und 1673 wurde das Kloster vom Abt Jean de la Font im klassizistischen Stil restauriert und erlangte zu Beginn des 18. Jahrhunderts noch einmal eine vorübergehende Blütezeit. Während der Französischen Revolution fand das Kloster jedoch 1791 sein Ende, Ländereien und Gebäude wurden damals als so genanntes bien national verkauft. Anschließend wurden Kirche und Kloster in ein landwirtschaftliches Anwesen umgewandelt.

## Bauten und Anlage

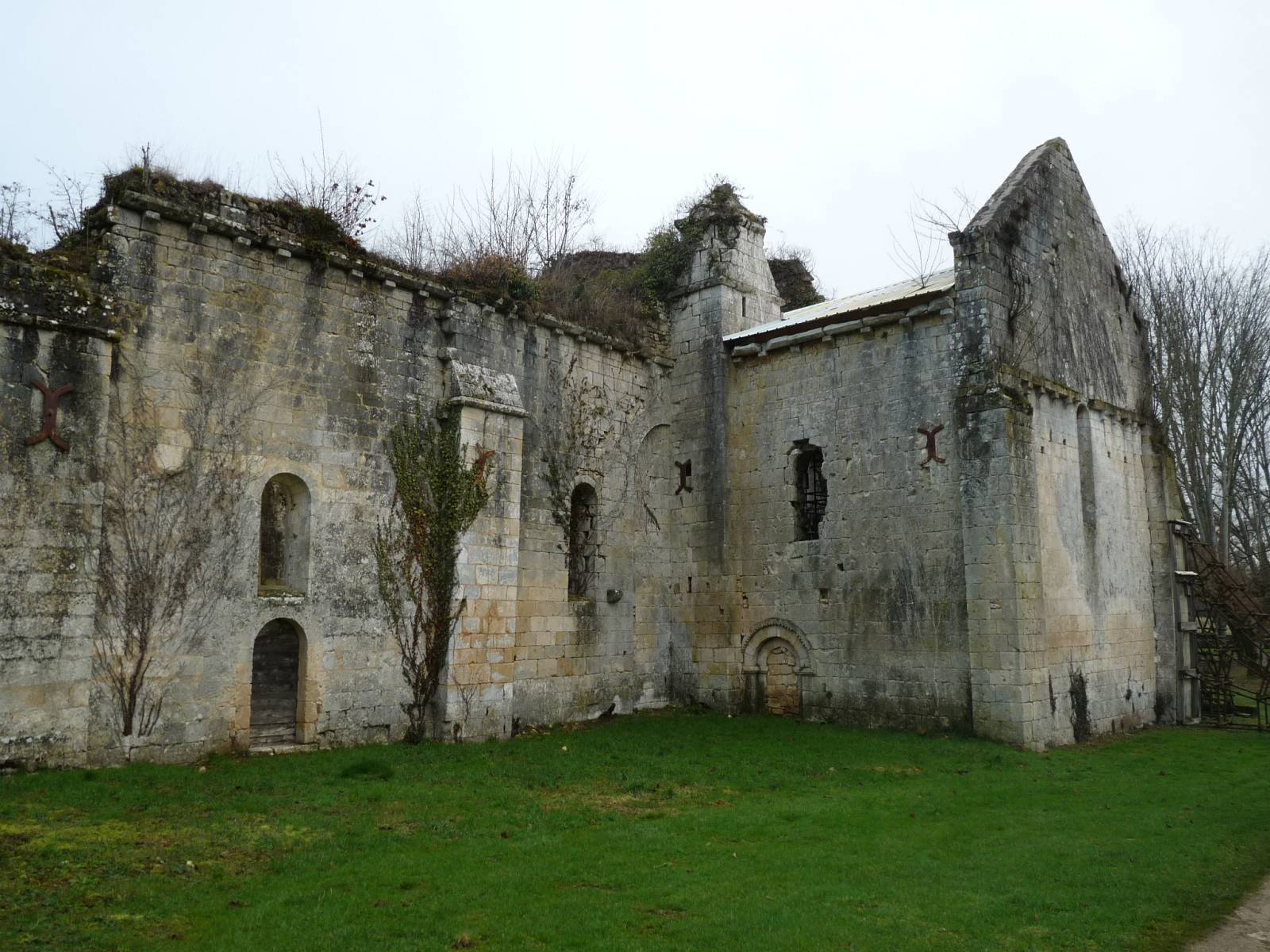
Ruine der Abtei

### Kirche
Die Kirche dürfte im letzten Drittel des Zwölften Jahrhunderts erbaut worden sein. Sie stellt keine typische Zisterzienserkirche dar (die  nach Osten ausgerichtete Kirche befindet sich südlich der Konventsgebäude), erinnert aber mit ihrer abgerundeten Apsis an die Zisterzienserkirchen von Cadouin und Boschaud.
Sie besaß ursprünglich zwei Apsidiolen, die aber während der Hugenottenkriege von geraden Mauern mit Fensteröffnung ersetzt wurden.
Von der Kirche selbst sind jetzt nur noch die Außenmauern erhalten, das letzte Drittel des Gewölbes war im Jahr 1991 eingestürzt. Das Querhaus wurde durch eine Wand vom einst dreijochigen Langhaus abgetrennt. Die erhaltene Hauptapsis ist halbrund. Die Vierung wird von einer Pendentifkuppel überragt, die zur Sicherheit vollständig abgestützt wird.

### Nördliches Querhaus
Das nördliche Querhaus wurde während der Französischen Revolution zur Vierung hin zugemauert, die Ostseite wurde aufgerissen und in ein Scheunentor verwandelt.

### Kreuzgang
Der im Grundriss viereckige Kreuzgang wurde von einer einfachen Holzbalkendecke überdacht, die für die Balken vorgesehenen Löcher lassen sich noch stellenweise an der Außenwand der Konventsgebäude erkennen.

### Kapitelsaal

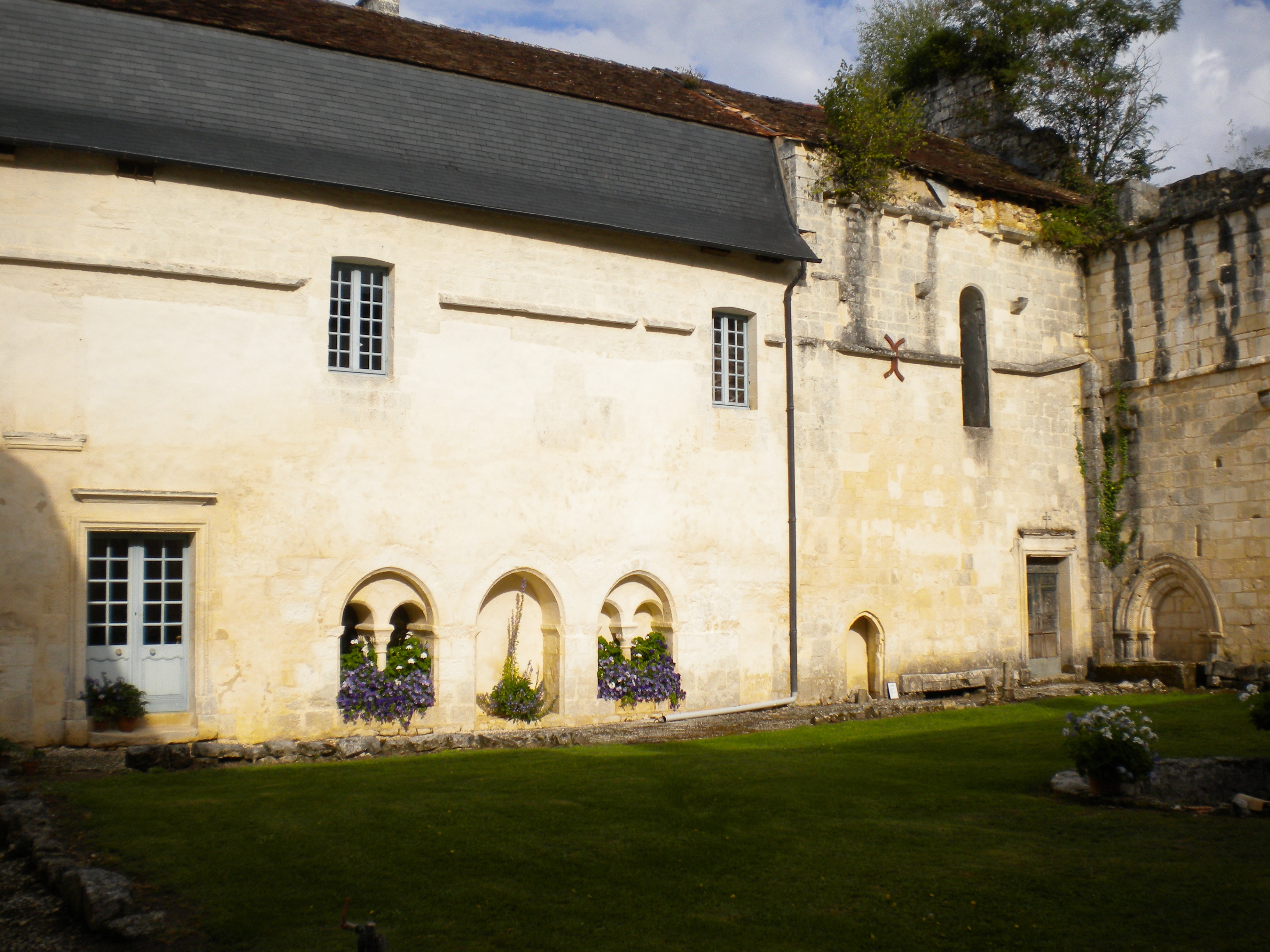
Ostflügel und nördliches Querhaus vom Klosterinnenhof

Vom ehemaligen Kapitelsaal sind noch zwei Rundbogenfenster mit der dazwischenliegenden Tür in der Innenhofmauer erhalten, das Innere wurde während der klassizistischen Renovierung im Siebzehnten Jahrhundert umgestaltet. Über dem Kapitelsaal befand sich einst das Dormitorium, das über eine Steintreppe mit dem nördlichen Seitenflügel in Verbindung stand. Die Mönche hatten somit direkten Zugang zur Kirche.

### Ostflügel
Der Ostflügel wurde im Siebzehnten Jahrhundert vollständig erneuert und bildete den Haupteingang zur Klosteranlage. Die Außenmauern blieben teilweise erhalten, die neuen Fensteröffnungen inspirierten sich am Stil des Klosters Obazine aus dem Dreizehnten Jahrhundert. Das recht ungewöhnliche Dach ist mit Schieferplatten an der steilen Dachschräge gedeckt, darüber befinden sich Ziegel. An der Außenschräge wurden Mansardenfenster angebracht.

### Nordflügel
Auch im Nordflügel sind noch ursprüngliche Fenster aus dem Zwölften Jahrhundert zu erkennen. Er wurde zusammen mit dem Ostflügel im Siebzehnten Jahrhundert erneuert. Hier befanden sich das Refektorium, die Küche und die Weinkeller.

### Westflügel
Der Westflügel wurde erst zu Beginn des Achtzehnten Jahrhunderts erneuert. In ihm logierten die Konversen, die ihre eigene Küche und auch ihre eigenen Schlafräume besaßen. Auf dieser Seite des Klosters liegen dementsprechend auch die Stallungen, Scheunen und anderen Nutzgebäude. Der Westflügel verfiel nach der Französischen Revolution. Nach einem Brand im Jahr 1990 wurde er 1991 wieder restauriert.

## Beurteilung
Die im Siebzehnten Jahrhundert grundlegend erneuerte Klosteranlage zeugt von einem recht luxuriösen Lebensstil der damaligen Mönche im Gegensatz zum anfänglichen Einfachkeitsgebot des Ordens. So hatten fast sämtliche Zimmer ihren einen eigenen Kamin, die Mönche ihre privaten Schlafräume und der recht einfache Kreuzgang war einem eleganten Cours d'Honneur gewichen. Die ausgedehnten Ländereien des Klosters waren verpachtet.